# واسیلیکی ووگیوکا
واسیلیکی ووگیوکا (یونانی: Βασιλική Βουγιούκα؛ زادهٔ ۲۰ ژوئن ۱۹۸۶) شمشیرباز اهل یونان است.